# Naoto Arai
Naoto Arai (新井 直人 Arai Naoto?, Tokio, 7 de octubre de 1996) es un futbolista japonés que juega como defensa en el Sanfrecce Hiroshima.

## Trayectoria
En 2019 se unió al Albirex Niigata.

## Clubes
| Club                      | País  | Año       |
| ------------------------- | ----- | --------- |
| Albirex Niigata           | Japón | 2019-2020 |
| Cerezo Osaka              | Japón | 2021-2022 |
| Tokushima Vortis (cedido) | Japón | 2022      |
| Albirex Niigata           | Japón | 2023-2024 |
| Sanfrecce Hiroshima       | Japón | 2024-     |

## Palmarés

### Títulos nacionales
| Título             | Club                | País  | Año  |
| ------------------ | ------------------- | ----- | ---- |
| Supercopa de Japón | Sanfrecce Hiroshima | Japón | 2025 |